# Xã Sugar Creek, Quận Cedar, Iowa
Xã Sugar Creek (tiếng Anh: Sugar Creek Township) là một xã thuộc quận Cedar, tiểu bang Iowa, Hoa Kỳ. Năm 2010, dân số của xã này là 443 người.